# Olgina
Olgina is een plaats in de Estlandse gemeente Narva-Jõesuu, provincie Ida-Virumaa. De plaats telt 472 inwoners (2021) en heeft de status van groter dorp of ‘vlek’ (Estisch: alevik). Tot in 2017 behoorde Olgina tot de gemeente Vaivara (Vaivara vald). In dat jaar ging die gemeente op in de gemeente Narva-Jõesuu met als hoofdplaats de gelijknamige stad.
De plaats ligt ten noordwesten van de stad Narva.

## Geschiedenis
Olgina is genoemd naar het hoofdgebouw van het landgoed van Vaivara, gebouwd in de tweede helft van de 19e eeuw, dat de naam Olgina droeg, afgeleid van Olga. Op de plaats van Olgina lag vroeger een ouder dorp met de naam Tünnerküla.
In 1977 werd Olgina samengevoegd met de buurdorpen Orujõe en Pähklimäe en kreeg het de status van vlek. Orujõe was tijdens de Tweede Wereldoorlog compleet verwoest en daarna weer opgebouwd. Pähklimäe behoorde tussen 1956 en 1968 bij een wijk in de stad Narva die ook Pähklimäe heet.